# 스키플
스키플(Skiffle)은 블루스, 포크, 재즈의 영향을 받은 음악 장르다. 보통 집안 물건과 즉흥적인 악기를 사용해 연주한다. 1920년대부터 1940년대 사이에 미국에서 시작된 용어로, 1950년대 영국의 음악가인 로니 도네건, 더 비퍼스 스키플 그룹, 켄 코일러, 차스 맥데빗과 같은 이들과 연관이 있다. 스키플은 저명한 재즈, 팝, 블루스, 민속, 록 음악가의 경력을 시작하는 데 중요한 역할을 했으며 두 번째 영국 포크 부흥, 블루스 붐, 그리고 미국 대중 음악계의 브리티시 인베이전에 중요한 발판 역할을 한 것으로 여겨진다.